# Jesús Hilario Tundidor
Jesús Hilario Tundidor, né le 22 juin 1935 à Zamora et mort le 2 mai 2021 à Madrid, est un poète espagnol.

## Œuvre
Poésie
- Junto a mi silencio (1963).
- Las hoces y los días (1966).
- En voz baja (1969).
- Pasiono (1972).
- Metal ya burilado (1973).
- Tetraedro (1978).
- Libro de amor para Salónica (1980).
- Repaso de un tiempo inmóvil (1982).
- Mausoleo (1988).
- Construcción de la rosa (1990).
- Tejedora de azar (1995).
- Las llaves del reino (2000).
- Libro de amor para Salónica (2005).
- Fue (2008).
- Un único día. Poesía 1960-2008; Ed. Calambur (2010).

Anthologies
- Lectura de la noche (1990).
- Mundo ahí (1999). Selección de poemas de la primera época.
- Elegía en el alto de palomares (2001). Antología.
- Un paso atrás (2003). Estudio preliminar de Gabriele Morelli.
- Nada sabe la noche (2009). Cuadernos del Boreal no 5. Liminar de Javier Pérez Walias, IES « Universidad Laboral », Cáceres.
- La fertilidad de los vocablos (2013). Cuadernos del Laberinto, Madrid.

Essais
- Reflexiones sobre mi poesía (1994). Conférence au collège universitaire Santa María de l’université autonome de Madrid.
- Caos y organización en el mundo mítico del poema - Sobre textos de José Antonio Rey del Corral (1999). Conférence à l’université de Saragosse.
- Apuntes para una oposición mítica en el estudio de las operaciones creativas en la Lengua y la Literatura española (2002). Introducción a Maestros del Sagrado oficio.
- ¿Arquitectura etopéyica en una poética imaginaria de José Jiménez Lozano?, Nuestros premios Cervantes. José Jiménez Lozano (2003).

## Distinctions
- 1962 : prix Adonáis pour Junto a mi silencio.
- 2013 : Premio Castilla y León de las Letras [2]